# Чапюк, Ростислав Степанович
Ростислав Степанович Чапюк (род. 22 мая 1937, село Русов) — украинский деятель, 1-й секретарь Владимир-Волынского горкома КПУ, научный сотрудник отдела форм управления Института аграрной экономики УААН. Народный депутат Украины 2-го созыва.

## Биография
Родился в крестьянской семье.
В 1954—1959 годах — студент факультета экономики и организации производства Львовского сельскохозяйственного института, ученый агроном-экономист.
В апреле 1959 — феврале 1960 года — агроном колхоза имени Чапаева Владимир-Волынского района Волынской области. В феврале 1960 — мае 1961 года — агроном колхоза «Советская Украина» Владимир-Волынского района Волынской области.
Член КПСС по 1991 год.
В мае 1961 — феврале 1967 года — председатель колхоза имени Шевченко Владимир-Волынского района Волынской области.
В феврале 1967 — июне 1970 года — начальник Владимир-Волынского районного управления сельского хозяйства Волынской области.
В июне 1970 — апреле 1972 года — 2-й секретарь Владимир-Волынского районного комитета КПУ Волынской области.
В апреле 1972 — январе 1975 года — 1-й секретарь Ратновского районного комитета КПУ Волынской области.
В январе 1975 — апреле 1980 года — заведующий сельскохозяйственным отделом Волынского областного комитета КПУ.
В апреле 1980 — августе 1987 года — 1-й секретарь Владимир-Волынского городского комитета КПУ Волынской области. В 1987 году был уволен с должности за публичную критику злоупотреблений властью руководителями Волынского областного комитета КПУ.
В августе 1987 — феврале 1991 года — главный агроном, заместитель начальника Луцкого районного агропромышленного объединения Волынской области.
В феврале 1991 — июне 1992 года — начальник управления по земельным ресурсам и земельной реформы при Волынском облисполкоме. В июне — сентябре 1992 года — безработный.
Член Крестьянской партии Украины (СелПУ) (.12.1991-.04.2001), председатель Волынской областной организации СелПУ (.12.1991-.04.2001) член Высшего совета СелПУ, был заместителем председателя СелПУ.
В сентябре 1992 — августе 1994 года — научный сотрудник отдела форм управления Института аграрной экономики УААН.
Народный депутат Украины 2-го демократического созыва с .08.1994 (2-й тур) до .04.1998, Киверцовский избирательный округ № 71, Волынская область. Председатель подкомитета по вопросам земельного законодательства Комитета по вопросам экономической политики и управления народным хозяйством. Член (уполномоченный) фракции СПУ и СелПУ (до этого член группы «Аграрии Украины»).
С мая 1998 года — на пенсии.
С 2001 года — 1-й секретарь Волынского областного комитета Партии социальной защиты интересов крестьян. В 2003 году стал одним из основателей и заместителем председателя Всеукраинской общественной организации «Защита детей войны», председателем Волынской областной общественной организации.

## Награды
- два ордена Трудового Красного Знамени (.12.1965, .12.1977)
- орден «Знак Почета» (.04.1971)
- медали
- заслуженный работник сельского хозяйства Украины (.08.1997)
- почетный магистр права (.08.1996)